# Интегрин бета-1
Бета-1-интегрин — субъединица интегринового рецептора, кодируемая геном ITGB1. Бета-1 связывается с множеством альфа-субъединиц. Все образуемые в результате рецепторы способны связываться с белками внеклеточного матрикса. Например, α1β1, α2β1, α10β1, α11β1 связываются с коллагенами, α1β1, α2β1, α3β1, α6β1, α7β1 с ламининами, α4β1, α5β1, α8β1, αvβ1 с фибронектином, α9β1 с тенасцином C, αvβ1 с витронектином. Описана связь и с рецепторами: α4β1 и α9β1 связываются с VCAM-1, α4β1 — с MadCAM-1.
Образованный совместно с альфа-3-субъединицей α3β1-рецептор играет роль в позиционировании нейронов при нейромиграции благодаря взаимодействию с рилином и нетрином-1.
По данным одного исследования, бета-1-интегрины и ламинины играют важную роль в образовании цепочек из нейрональных клеток-предшественников, которые у некоторых видов при взрослом нейрогенезе мигрируют из субвентрикулярной зоны в обонятельную луковицу по ростральному миграционному тракту.